# Piotr Przybysz
Piotr Marek Przybysz – polski prawnik, sędzia Naczelnego Sądu Administracyjnego, doktor habilitowany nauk prawnych, nauczyciel akademicki Uniwersytetu Warszawskiego, specjalista w zakresie prawa administracyjnego.

## Życiorys
W 1985 ukończył studia prawnicze na Wydziale Prawa i Administracji Uniwersytetu Warszawskiego. Tam też w 1993 na podstawie napisanej pod kierunkiem Marka Elżanowskiego rozprawy pt. Wykonanie obowiązku administracyjnego otrzymał stopień naukowy doktora nauk prawnych w zakresie prawa, specjalność: nauka o administracji. Na tym samym wydziale w 2013 na podstawie dorobku naukowego oraz rozprawy pt. Administracyjne środki prawne w postępowaniu egzekucyjnym w administracji uzyskał stopień doktora habilitowanego nauk prawnych w zakresie prawa, specjalność: prawo administracyjne. Został profesorem Uniwersytetu Warszawskiego. W 2014 r. został sędzią Wojewódzkiego Sądu Administracyjnego w Warszawie. W 2022 r. został sędzią Naczelnego Sądu Administracyjnego.